# Wellfleet (Nebraska)
Wellfleet – wieś w Stanach Zjednoczonych, w stanie Nebraska, w hrabstwie Lincoln.